# Kemény Klió
Magyargyerőmonostori báró Kemény Klió (férjezett nevén Asztalos Klió is) (Marosvécs, 1929. április 6. – Budapest, 2000. március 29.) opera-énekesnő (mezzoszoprán). A Kemény család tagja, Kemény János író, színigazgató leánya, Kemény Árpád (1937–1995) díszlettervező és Kemény Zsuzsanna (1934–1979) írónő testvére. Harmadik férje Asztalos Sándor zenekritikus volt.

## Élete
Édesanyja skót arisztokrata család leszármazotta volt. Magánúton tanult énekelni a Kolozsvárott működő D’André Alberttől.. 1948-tól a helyi magyar operatársulat tagja volt. 1957-ben egy bukaresti koncerten mutatkozott be hangversenyénekesként.
1961-ben települt át Magyarországra, ahol a Szegedi Nemzeti Színház magánénekese és az Országos Filharmónia szólistája lett. 1965-től többször fellépett koncerteken Angliában is. A színházban főként comprimarioszerepeket osztottak rá. A kellő megbecsülés híján 1969-ben visszavonult a színpadtól, és tisztviselőként dolgozott nyugdíjazásáig.
Szülei mellé, a marosvécsi Kemény-kastély parkjában temették el.

## Szerepei
- Eugen d’Albert: Hegyek alján – Rosalia
- Bartók Béla: A kékszakállú herceg vára – Judit
- Vincenzo Bellini: Norma – Clotilde
- Alekszandr Porfirjevics Borogyin: Igor herceg – Jaroszlavna dajkája
- Pjotr Iljics Csajkovszkij: A pikk dáma – Nevelőnő
- Gottfried von Einem: Danton halála – Julie
- Farkas Ferenc: A bűvös szekrény – Harmadik odaliszk
- Huszka Jenő: Mária főhadnagy – Brigitta
- Pietro Mascagni: Parasztbecsület – Lucia
- Wolfgang Amadeus Mozart: A varázsfuvola – Harmadik hölgy
- Szergej Szergejevics Prokofjev: A három narancs szerelmese – Linetta
- Szergej Szergejevics Prokofjev: Eljegyzés a kolostorban – Rosina
- Giacomo Puccini: Angelica nővér – Apátnő
- Vántus István: A három vándor – Főeunuch
- Giuseppe Verdi: Nabucco – Fenena; Anna
- Giuseppe Verdi: A trubadúr – Azucena
- Giuseppe Verdi: La Traviata – Flora Bervoix; Annina
- Giuseppe Verdi: A végzet hatalma – Curra
- Giuseppe Verdi: A szicíliai vecsernye – Ninetta
- Giuseppe Verdi: Don Carlos – Eboli hercegnő
- Giuseppe Verdi: Aida – Amneris